# Conophytum uviforme
Conophytum uviforme är en isörtsväxtart. Conophytum uviforme ingår i släktet Conophytum, och familjen isörtsväxter.

## Underarter
Arten delas in i följande underarter:
- C. u. decoratum
- C. u. rauhii
- C. u. subincanum
- C. u. uviforme

## Bildgalleri

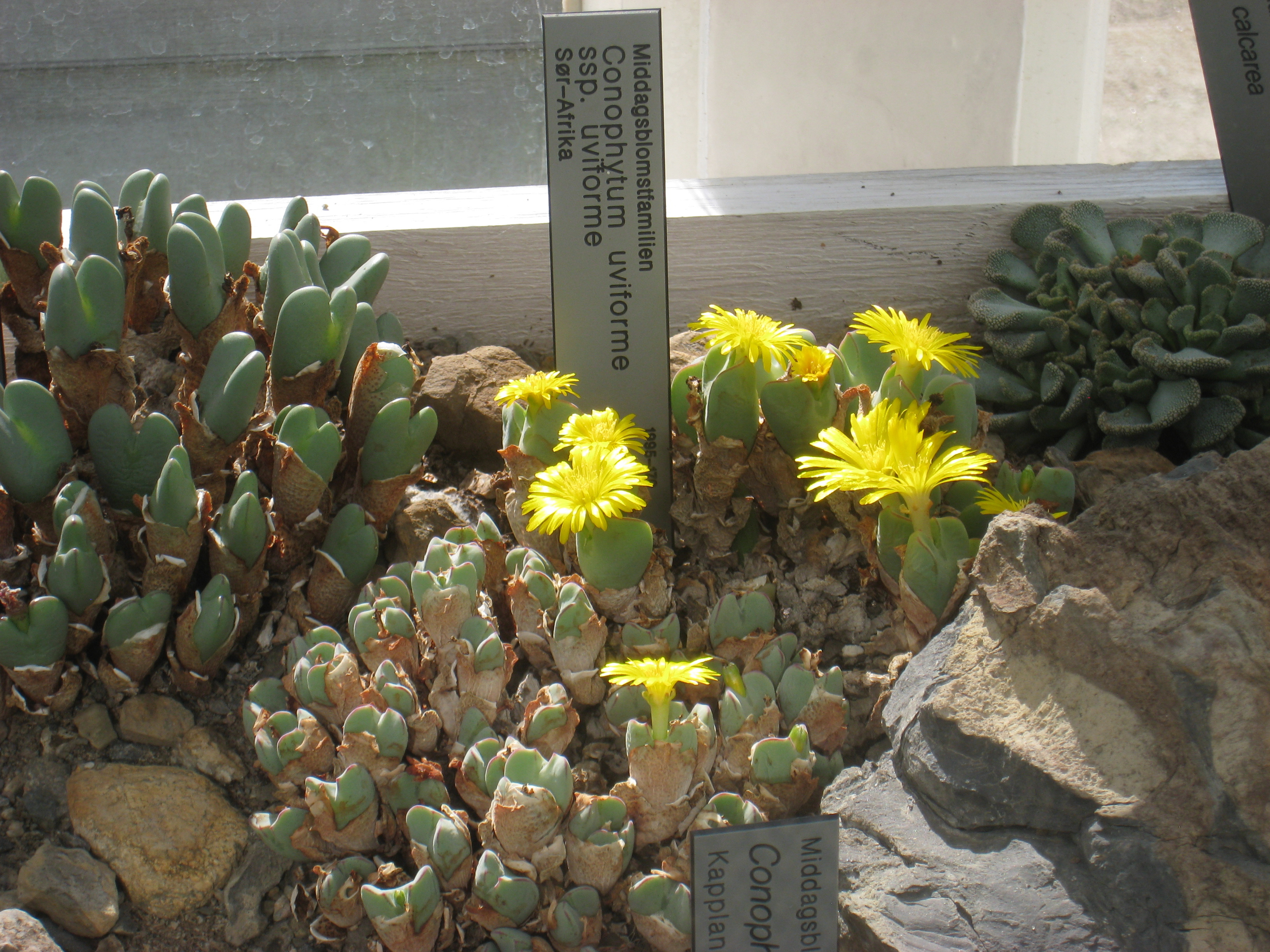